# Provinz Khammuan
Khammuan (auch Khammouane, Khammouan, Khammuane oder Kammouane; laotisch ຄໍາມ່ວນ, ALA-LC: Kham Mūan) ist eine Provinz (Khwaeng) in Zentral-Laos. Sie hat 434.000 Einwohner (Stand: 2020).

## Geographie
Nach Norden grenzt die Provinz an die Provinz Bolikhamsai, im Süden an die Provinz Savannakhet. Die westliche Grenze bildet der Mekong, an dessen westlichem Ufer die thailändische Provinz Nakhon Phanom liegt. Im Osten trennt das Truong-Son-Gebirge Khammuan  von Vietnam.

## Administrative Unterteilung
Die Provinz besteht aus den folgenden Distrikten:
| Karte | Code        | Distrikt | Lao |
| ----- | ----------- | -------- | --- |
|       |             |          |     |
| 12-01 | Thakhek     | ທ່າແຂກ    |     |
| 12-02 | Mahaxay     | ມະຫາໄຊ   |     |
| 12-03 | Nongbok     | ໜອງບົກ    |     |
| 12-04 | Hinboon     | ຫິນບູນ     |     |
| 12-05 | Nhommalath  | ຍົມມະລາດ  |     |
| 12-06 | Bualapha    | ບັວລະພາ   |     |
| 12-07 | Nakai       | ນາກາຍ    |     |
| 12-08 | Xebangfay   | ເຊບັ້ງໄຟ   |     |
| 12-09 | Xaybuathong | ໄຊບັວທອງ  |     |
| 12-10 | Kounkham    | ເມືອງຄູນຄຳ |     |

Im Distrikt Bualapha liegen die Furten durch den Bangfai-Fluss bei Ban Lobôy, die 1969 im Vietnamkrieg als Teil des Ho-Chi-Minh-Pfades von den USA stark bombardiert wurden und bis heute als der am stärksten bombardierte Ort der Welt gelten.